# مانوئل پیگرینی
مانوئل لوئیس پلگرینی ریپامونتی (اسپانیایی: Manuel Luis Pellegrini Ripamonti‎؛ زادهٔ ۱۶ سپتامبر ۱۹۵۳)، بازیکن فوتبال پیشین و سرمربی فوتبال اهل شیلی است. وی به عنوان سرمربی، در ۴ لیگ مختلف قهرمان شده‌است. پلگرینی تنها یک بازی ملی برای تیم ملی فوتبال شیلی انجام داده‌است. وی متولد سانتیاگو در شیلی است و از پدر و مادری ایتالیایی می‌باشد.
افتخارات:
لیگ برتر انگلستان ۲۰۱۳_،۲۰۱۴(منچستر سیتی)

## آمار مربی‌گری
تا تاریخ ۱۸ فوریه ۲۰۱۴
| تیم                         | ملیت     | از            | تا           | آمار | آمار | آمار  | آمار | آمار  |
| تیم                         | ملیت     | از            | تا           | بازی | برد  | تساوی | باخت | برد % |
| --------------------------- | -------- | ------------- | ------------ | ---- | ---- | ----- | ---- | ----- |
| یونورسیداد شیلی             | شیلی     | ۱۹۸۸          | ۱۹۸۹         | ۴۶   | ۱۵   | ۱۸    | ۱۳   | ۰۳۳   |
| پالستینو                    | شیلی     | ۱۹۹۰          | ۱۹۹۰         | ۰    | ۰    | ۰     | ۰    | —     |
| پالستینو                    | شیلی     | ۱۹۹۱          | ۱۹۹۲         | ۳۴   | ۱۸   | ۹     | ۷    | ۰۵۳   |
| هیگینس                      | شیلی     | ۱۹۹۲          | ۱۹۹۳         | ۴۰   | ۱۵   | ۱۰    | ۱۵   | ۰۳۸   |
| دپرتیوو یونورسیداد کاتولیکا | شیلی     | ۱۹۹۳          | ۱۹۹۵         | ۴۱   | ۳۰   | ۹     | ۲    | ۰۷۳   |
| پالستینو                    | شیلی     | ۱۹۹۸          | ۱۹۹۸         | ۰    | ۰    | ۰     | ۰    | —     |
| ال‌دی‌یو کیتو                 | اکوادور  | ۱۹۹۸          | ۳۰ مه ۲۰۰۱   | ۶۶   | ۳۰   | ۳۰    | ۶    | ۰۴۵   |
| سن لورنزو                   | آرژانتین | ۱ ژوئن ۲۰۰۱   | ۲۶ مه ۲۰۰۲   | ۵۰   | ۲۱   | ۱۷    | ۱۲   | ۰۴۲   |
| ریور پلات                   | آرژانتین | ۳۰ ژوئن ۲۰۰۲  | ۳۰ ژوئن ۲۰۰۳ | ۵۳   | ۳۵   | ۷     | ۱۱   | ۰۶۶   |
| ویارئال                     | اسپانیا  | ۱ ژوئیه ۲۰۰۴  | ۱ ژوئن ۲۰۰۹  | ۲۵۹  | ۱۲۳  | ۷۲    | ۶۴   | ۰۴۷   |
| رئال مادرید                 | اسپانیا  | ۱ ژوئن ۲۰۰۹   | ۲۶ مه ۲۰۱۰   | ۴۸   | ۳۶   | ۵     | ۷    | ۰۷۵   |
| مالاگا                      | اسپانیا  | ۵ نوامبر ۲۰۱۰ | ۱ ژوئن ۲۰۱۳  | ۱۳۰  | ۵۳   | ۳۰    | ۴۷   | ۰۴۱   |
| منچستر سیتی                 | انگلستان | ۱۴ ژوئن ۲۰۱۳  | '            | ۱۱۴  | ۷۴   | ۱۵    | ۲۵   | ۰۶۵   |
| مجموع                       | مجموع    | مجموع         | مجموع        | ۸۸۰  | ۴۵۰  | ۲۲۲   | ۲۰۸  | ۰۵۱   |